# The Imp (film fra 1919)
The Imp er en amerikansk stumfilm fra 1919 af Robert Ellis.

## Medvirkende
- Elsie Janis som Jane Morgan
- Joe King
- Ethel Stewart
- E. J. Ratcliffe
- Duncan Penwarden som Dr. James